# Patrick Glynn
Patrick Glynn (ur. 25 sierpnia 1855 w Gort, zm. 28 października 1931 w Adelaide) – australijski prawnik i polityk irlandzkiego pochodzenia. Trzykrotnie zasiadał w gabinetach federalnych, w tym w latach 1913-14 jako minister spraw zagranicznych Australii. 

## Życiorys

### Młodość
Glynn urodził się i wychował się w Irlandii, gdzie ukończył studia prawnicze na uniwersytecie w Dublinie. Wkrótce potem, w wieku 25 lat, wyemigrował do Australii, gdzie osiadł w ówczesnej kolonii brytyjskiej Wiktorii. Uzyskał tam prawo wykonywania zawodu adwokata, ale powodziło mu się kiepsko i w 1882 przeniósł się do Australii Południowej. Początkowo pracował dla dużej firmy prawniczej z Adelaide, zakładając i kierując jej filią w miasteczku Kapunda. Był również redaktorem miejscowej gazety. Następnie zamieszkał w Adelajdzie, gdzie otworzył własną kancelarię i zaangażował się w działalność organizacji grupującej Australijczyków pochodzenia irlandzkiego. 

### Kariera polityczna
W 1887 rozpoczął karierę polityczną, uzyskując mandat w Izbie Zgromadzenia Australii Południowej. Stracił go już po jednej kadencji, w 1890 roku. W 1895 udało mu się powrócić do parlamentu kolonii. Uczestniczył w konstytuancie, która wypracowała projekt ustawy zasadniczej przyszłego Związku Australijskiego, był także jednym z założycieli Partii Wolnego Handlu. W czasie kampanii przed pierwszymi wyborami federalnymi w 1901 roku, Glynn pełnił funkcję nieformalnego wicelidera tego stronnictwa i zarazem szefa sztabu wyborczego w stanach Australia Południowa i Australia Zachodnia. Sam zdobył mandat z Australii Południowej, która w tych wyborach stanowiła jeden, wielomandatowy okręg wyborczy. 
W 1903, po podziale stanu na jednomandatowe okręgi wyborcze, został przypisany do okręgu Angas, w południowo-wschodniej części Australii Południowej, gdzie bez trudu uzyskał reelekcję. Pracował w parlamencie federalnym nieprzerwanie do 1919 roku, zasiadając w ławach Partii Wolnego Handlu (przemianowanej później na Partię Antysocjalistyczną), następnie Związkowej Partii Liberalnej i wreszcie Nacjonalistycznej Partii Australii. W 1909 po raz pierwszy wszedł w skład rządu, a ściślej do czwartego gabinetu Deakina, gdzie do 1910 był prokuratorem generalnym Australii. Później był jeszcze ministrem spraw zagranicznych w gabinecie Cooka (1913-1914) oraz ministrem spraw wewnętrznych i terytoriów w trzecim i czwartym gabinecie Hughesa (1917-1920). 

### Emerytura
W 1919 zrezygnował z bronienia swego mandatu parlamentarnego w kolejnych wyborach i odszedł na polityczną emeryturę. Przeżył jeszcze dwanaście lat, zmarł w Adelaide 28 października 1931 roku, w wieku 76 lat. Poza karierą polityczną i prawniczą, był znany ze swego zamiłowania do literatury, zwłaszcza twórczości Shakespeare’a. Był autorem publikacji na tematy polityczne, prawne i literackie. Miał żonę Abigail, która zmarła przed nim, oraz sześcioro dzieci. 